# 水云烯
水云烯（化学名：1-顺丁烯基-2,5-环庚二烯）是一种有机化合物，化学式C11H16，属于水雲目（Ectocarpales）褐藻中发现的信息素。